# Corydalis kushiroensis
Corydalis kushiroensis là một loài thực vật có hoa trong họ Anh túc. Loài này được Fukuhara mô tả khoa học đầu tiên năm 1991.